# Юдин, Евгений Яковлевич (нефтяник)
Евгений Яковлевич Ю́дин (1918—2003) — советский инженер-нефтяник.

## Биография
Родился 7 января 1918 года в деревне Мележа (ныне Киржачский район, Владимирская область).
Окончил Московский горный институт (сегодня — Горный институт НИТУ «МИСиС») в 1941 г.
- 1941—1949 начальник участка, главный инженер, начальник нефтешахты № 1 Ухтинского комбината;
- 1949—1958 зам. главного инженера, с 1950 начальник Ухтинского комбината; подполковник МВД (уволен в запас в 1955);
- 1958—1962 зам. председателя, первый зам. председателя СНХ Коми АССР;
- 1962—1987 зам. начальника Управления нефтяной и газовой промышленности ВСНХ, Госплана СССР;
- 1987—1994 старший научный сотрудник Госплана СССР.

С 1994 года на пенсии.
Депутат Совета Национальностей ВС СССР IV созыва (1954—1958) от Ухтинского избирательного округа № 482.

## Награды и премии
- Сталинская премия второй степени (1947 г.) — за разработку и внедрение шахтного способа добычи нефти в условиях Ухты
- Заслуженный деятель науки и техники Коми АССР (1954 г.)
- дважды лауреат Государственной премии СССР (1947, 1957 гг.)
- три ордена Трудового Красного Знамени (1954, 1959, 1981 гг.)
- орден Красной Звезды (1945 г.)
- орден «Знак Почёта» (1971 г.)
- две почётных грамоты (Президиума ВС РСФСР и Президиума ВС Коми АССР, ВЦСПС)
- медали